# 夏爾-埃米爾·雅克
夏爾-埃米爾·雅克（Charles-Emile Jacque）是一位法國畫家，也是巴比松畫派的主要成員之一。

## 生平
夏爾-埃米爾·雅克為了逃離在十九世紀中葉爆發霍亂疫情的巴黎，夏爾-埃米爾·雅克在1849年遷居到巴比松。他繪畫主題包含鄉村田園：牧羊人、成群的羊、豬、農場生活。除了繪畫，夏爾-埃米爾·雅克以銅版畫和雕刻聞名於世。